# Alix Koromzay
Alix Koromzay, de son vrai nom Alexandra Elizabeth Koromzay, est une actrice américaine née le 22 avril 1969 à Washington (États-Unis).

## Filmographie
- 1990 : Tribes (série télévisée) : Dawn
- 1990 : The Trials of Rosie O'Neill (série télévisée) : Leah
- 1990 : Un flic à la maternelle (Kindergarten Cop) : Cindy
- 1991 : A Smile in the Dark : Girl
- 1992 : Mad at the Moon : Saloon Girl
- 1993 : Daybreak (TV) : Woman in Quarantine
- 1993 : Bienvenue en Alaska (Northern Exposure) (série télévisée) : Lisa
- 1993 : Le Tueur du futur (Ghost in the Machine) : Punk Girl
- 1994 : The Pornographer : Angel
- 1994 : Reform School Girl (TV) : Josie
- 1994 : Hard Drive : Tea Lady
- 1994 : A Friend to Die For (TV) : Alicia
- 1995 : The Girl with the Hungry Eyes : Elphin Girl
- 1995 : The Marshal (série télévisée) : Valerie
- 1996 : Somebody Is Waiting : Angie
- 1997 : Dogstar : Nicky
- 1997 : Le Veilleur de nuit (Nightwatch) : Joyce
- 1997 : Mimic : Remy Panos
- 1997 : Cracker (série télévisée) : Pretty Girl
- 1998 : Lucinda's Spell : Natalie
- 1998 : Mr. Murder (TV) : Cheryl
- 1999 : Hantise (The Haunting) : Mary Lambetta
- 1999 : Children of the Corn 666: Isaac's Return (vidéo) : Cora
- 2000 : Petit pari entre amis (Net Worth) : Liddy Adams
- 2001 : Dear Emily : Lisa
- 2001 : Mimic 2 : le Retour ! (Mimic 2) (vidéo) : Remi Panos
- 2002 : Associées pour la loi (Family Law) (série télévisée) : Karin Shaw
- 2002 : The Complex : Alex
- 2002 : Créance de sang (Blood Work) : Mrs. Cordell
- 2003 : Hôpital San Francisco (Presidio Med) (série télévisée) : Colleen Fernandez
- 2003 : Family Tree (court) : Denise
- 2003 : 7 Songs : Ms. Mann
- 2005 : The Wright Stuff : The Widow Baxter
- 2006 : Cineme' Fabrique No. 1 : Isabelle
- 2006 : Tre : Nina